# Aeroportul Municipal Salinas
Aeroportul Municipal Salinas (IATA: SNS, ICAO: KSNS, FAA LID: SNS) este un aeroport din California, Statele Unite ale Americii ce deservește zona Salinas. Aeroportul a fost tranzitat în 2019 de 38 de pasageri. A fost numit după zona deservită.
Situat la o altitudine de 26 m, aeroportul dispune de 2 piste.

## Infrastructură

### Piste
Aeroportul dispune de 2 piste. Pista 08/26 are suprafața de asfalt și dimensiunile 6.004 picioare × 150 picioare. Pista 13/31 are suprafața de asfalt și dimensiunile 4.825 picioare × 150 picioare. 